# 王渾
王 渾（おう こん、黄初4年（223年）- 元康7年8月1日（297年9月4日））は、中国三国時代から西晋の軍人・政治家。字は玄沖。并州太原郡晋陽県の人。父は王昶。弟は王深（道沖）・王淪（泰沖）・王湛（処沖）。子は王尚・王済・王澄・王汶。孫は王卓・王聿。妻は鍾琰。『晋書』に伝がある。

## 生涯
深沈典雅で器量があった。父の爵位である京陵侯を継承し、曹爽の招聘を受けたが、曹爽が失脚し誅殺されると免職になった。後に懐県県令として復帰し、司馬昭の参軍事となり、黄門侍郎・散騎乗尉・越騎校尉と昇進した。禅譲により晋が成立すると揚烈将軍の官を加えられ、徐州刺史に転任となった。そのころ天災により飢餓が発生していたため、施しを行ない人心を安定させた。封邑の加増を受け、東中郎将・監淮北諸軍事となり、許昌に駐屯した。
転じて仮節・監豫州諸軍事・征虜将軍・豫州刺史となった。呉に対し武威を示したため、呉から降伏してくる者が甚だ多かった。呉の薛瑩・魯淑が軍勢十万と号し攻め寄せたとき、州兵の多くが休暇でおらず、手元には一旅（約500人）の兵しかいなかったが、王渾はその手勢で呉軍の不意を突いて出陣し、薛瑩らを撃破した。
安東将軍・都督揚州諸軍事・持節となると、揚州刺史の応綽と都督淮南諸軍事を派遣して、呉の長年の重要拠点であった皖城と諸屯営を攻め破り、多数の穀物・稲苗・舟船を焼いた。王渾は東の境界に兵を並べ、その地形・敵城を観察し、来たる呉の攻撃に備えた。
咸寧5年（279年）からの征呉の役では、揚州刺史の周浚と司馬の孫疇を派遣し、呉の張悌・孫震を破って二人を斬り、首級と捕虜合わせて7800を得るなど多大な功績を挙げた。しかし王渾が呉の主力と戦っている隙に、益州から長江を下って侵攻してきた王濬が孫晧を降したため、その独断専行を弾劾した。司馬炎（武帝）から呉を降した大功を王濬と共に評価され、褒美を与えられると共に子弟に爵位が与えられた。
揚州方面に留まり暫く統治に励んだ後、尚書左僕射・散騎常侍となり中央に戻った。斉王司馬攸が匈奴の劉淵を除くよう進言すると、劉淵と親交があったため彼を弁護した。後に、司馬攸が武帝と仲違いし帰藩を命じられたときは、司馬駿をはじめとする多くの群臣達と共に反対し、外に出すのであれば司馬攸に代えて司馬亮を充てるべきだと勧めた。しかし武帝はこれに従わなかった。子の王済は武帝の娘婿で寵臣の一人であったが、やはり父と共に武帝の意向に反対し寵愛を失い、暫くして父に先立ち世を去った。
太熙年間に司徒となり、恵帝の時代になると侍中を加えられた。楊駿が誅殺されると、旧臣として崇敬を受け兵権を特別に与えられたが、文官である司徒が一時の寵愛によって兵を持つことは旧典にはない、としてこれを返上した。論者は皆、その謙譲と見識を称えたという。
後に、楚王司馬瑋が司馬亮と衛瓘を討つため挙兵したとき、三軍に威名の轟く王渾を味方につけようとしたが、王渾はこれに応じず家兵千余人を配備し私邸に引き籠った。司馬瑋が誅殺されると、その兵を率いて官舎へ赴き録尚書事に任じられた。王渾は官職を歴任したため著しい称賛を受けたが、台輔（宰相）に就いてからはその声望を日ごとに落としていったとされる。
元康7年（297年）に没し、元公と諡された。長男の王尚が早くに亡くなったため、次男の王済が後継となっていたが、その王済も先立ったため、王済の子の王卓が後を継いだ。中華統一の元勲の一角として、王渾とその一族は高官・高位を得、西晋朝廷において栄華を誇ることになった。